# Rumba (danse de salon)
Pour les articles homonymes, voir Rumba (homonymie).

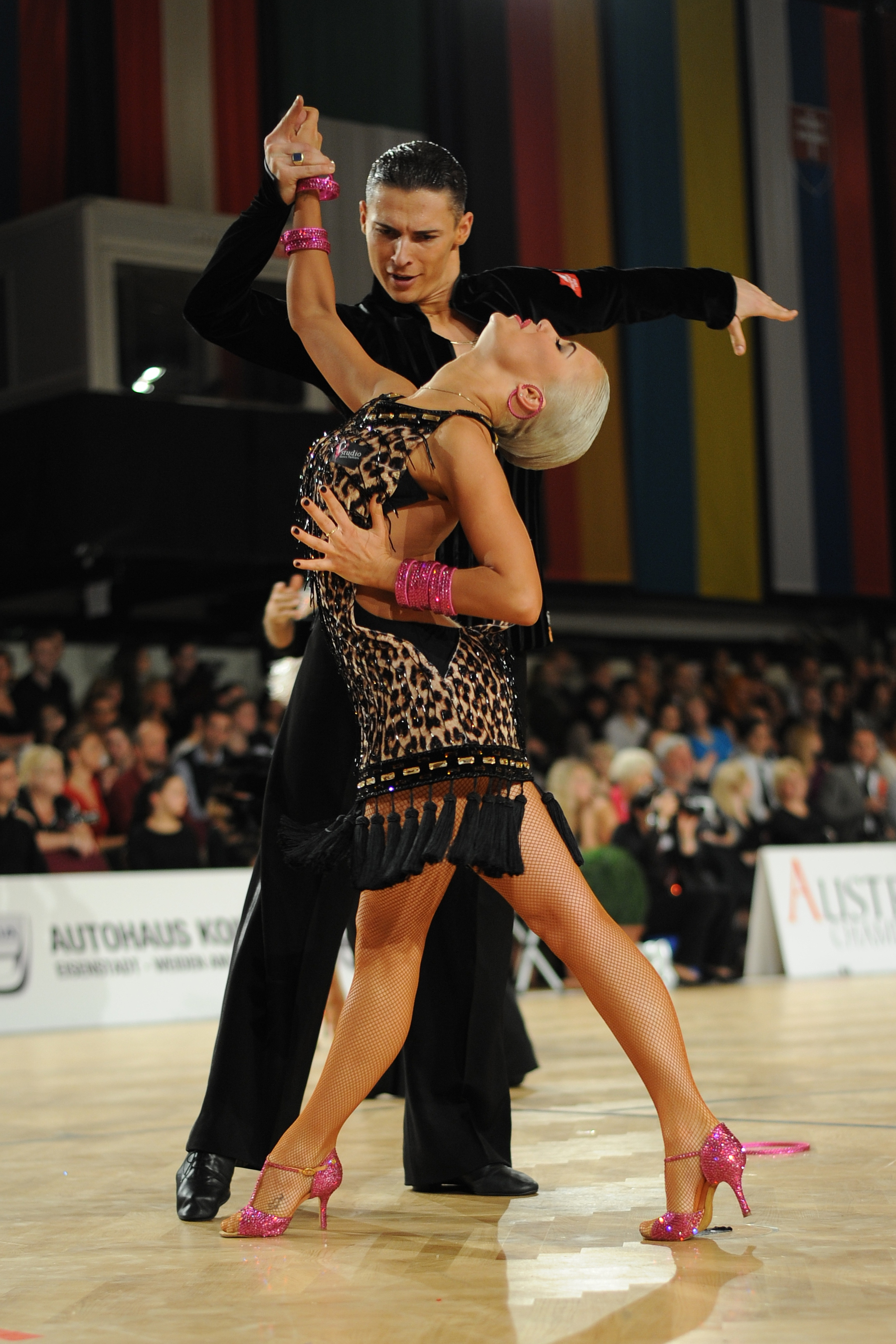
Un couple dansant la rumba lors d'une compétition de danses de salon.

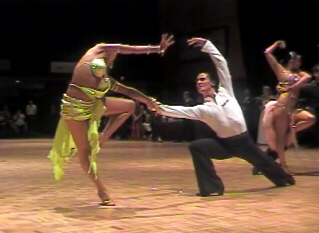
Championnat de danse latine en 2005.

La rumba est une danse de salon et une danse sportive latine.

## Historique
Vers 1930, le son cubain est renommé rumba aux États-Unis, sous l'impulsion de Xavier Cugat, et la rumba devient une danse de salon, qui fera partie des danses latines en danse sportive (malgré son nom, elle se danse plutôt sur des boléros cubains ou mexicains).

## Description
Dans sa forme actuelle, les figures de base gardent les vieilles images des intentions féminines de dominer les hommes par leurs charmes.
Durant une bonne chorégraphie de rumba, on devrait toujours voir les éléments d'attraction et de rejet entre l'homme et la femme.

Les mouvements érotiques et sensuels de la femme obtiendront une réponse de désir et de domination masculine ; c'est l'homme qui gagne toujours à la fin.
Le rythme de la « rumba » se compte en 4 temps. Le pas de base consiste à faire une suspension puis un pas sur chacun des 3 temps suivant. ("rien [en fait un relâchement de la hanche]-2-3-4" ; "rien, 2,3,4". Il faut deux mesures pour faire une boite complète.

### Tempo
La rumba style international se danse sur un tempo de 96 à 104 BPM dans les compétitions de la NDCA et sur un tempo de 100 à 108 BPM dans les compétitions de la WDSF, avec quatre temps par mesure,. La rumba de style international se danse hors compétition généralement aussi sur de la musique en 
 avec un tempo de 92 à 112 BPM,.
La rumba style américain se danse sur un tempo plus rapide. Il est de 124 BPM dans les compétitions de la NDCA, avec quatre temps par mesure. La rumba de style américain se danse hors compétition généralement aussi sur de la musique en 
 avec un tempo de 120 à 144 BPM.

## Pratique
La rumba se danse un peu partout dans le monde aujourd'hui. Elle est appréciée dans beaucoup de pays et des cours de rumbas sont disponibles dans certaines grandes villes.